# Pseudocerotidae
Famille
Les Pseudocerotidae sont une famille de vers plats marins du sous-ordre des Cotylea (ordre des Polycladida).

## Description

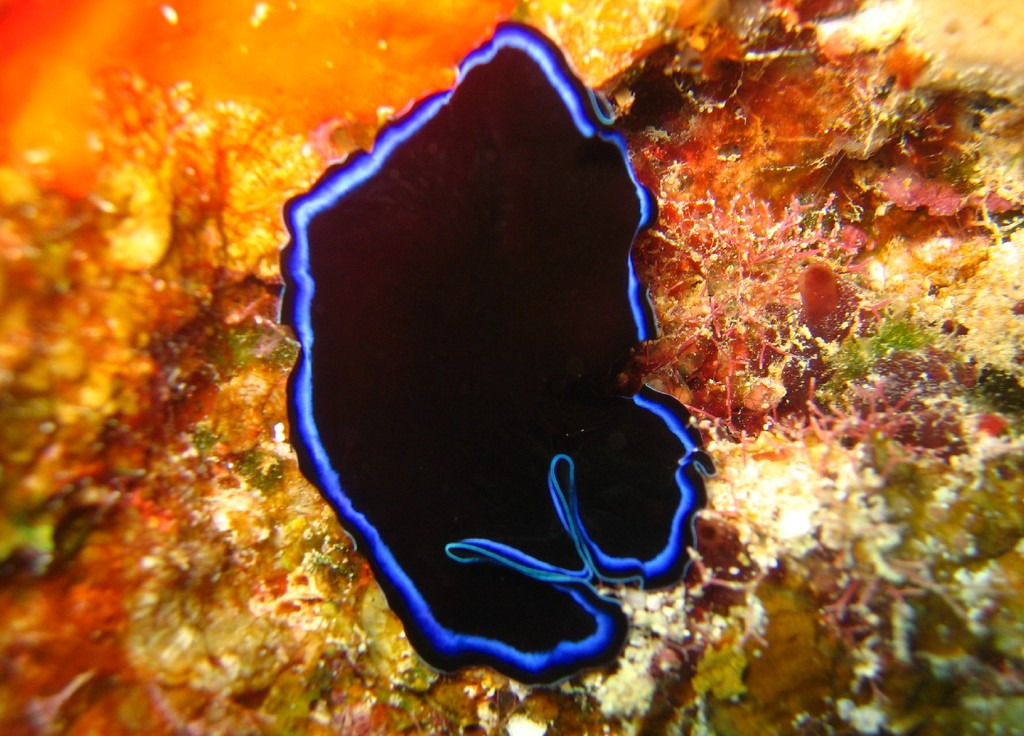
Pseudobiceros sapphirinus.

Cette famille se distingue notamment par une forme ovale allongée en général avec une face dorsale lisse ou papillée.
Le pharynx est très plissé avec des pliures simples à complexes et il est situé sur la partie antérieure de la face ventrale, un peu au-dessus du centre mais dans l'axe médian.
Cette famille est également caractérisée par des pseudo-tentacules, nommées ainsi du fait qu'elles ne sont que des plis de la bordure externe du corps.
Le système de vision cérébral est en forme de fer à cheval sur la face dorsale.
Le système reproductif peut être une source de différenciation au sein de la famille. Ainsi, l'organe reproductif mâle peut être unique (Acanthozoon, Bulaceros, Phrikoceros, Pseudoceros, Phrikoceros et Yungia) ou double (Pseudobiceros, Maiazoon et Thysanozoon) selon les espèces, et un genre possède même plusieurs pores femelles (Maiazoon). Leur copulation est caractérisée par la pratique de l’insémination hypodermique, par perforation du corps du partenaire par le ou les pénis après un « Combat de pénis ».
Les Pseudocerotidae sont la famille la plus diversifiée des polyclades avec des couleurs vives et des motifs variés.

## Systématique
Le nom valide complet (avec auteur) de ce taxon est Pseudocerotidae Lang, 1884.
Pseudocerotidae a pour synonyme la famille des Pseudoceridae.

### Liste des genres
Selon la base de données World Register of Marine Species (25 novembre 2023), la famille des Pseudocerotidae regroupe les genres suivants :
- Acanthozoon Collingwood, 1876
- Bulaceros Newman & Cannon, 1996
- Maiazoon Newman & Cannon, 1996
- Monobiceros Faubel, 1984
- Nymphozoon Hyman, 1959
- Phrikoceros Newman & Cannon, 1996
- Pseudobiceros Faubel, 1984
- Pseudoceros Lang, 1884
- Thysanozoon Grube, 1840
- Yungia Lang, 1884

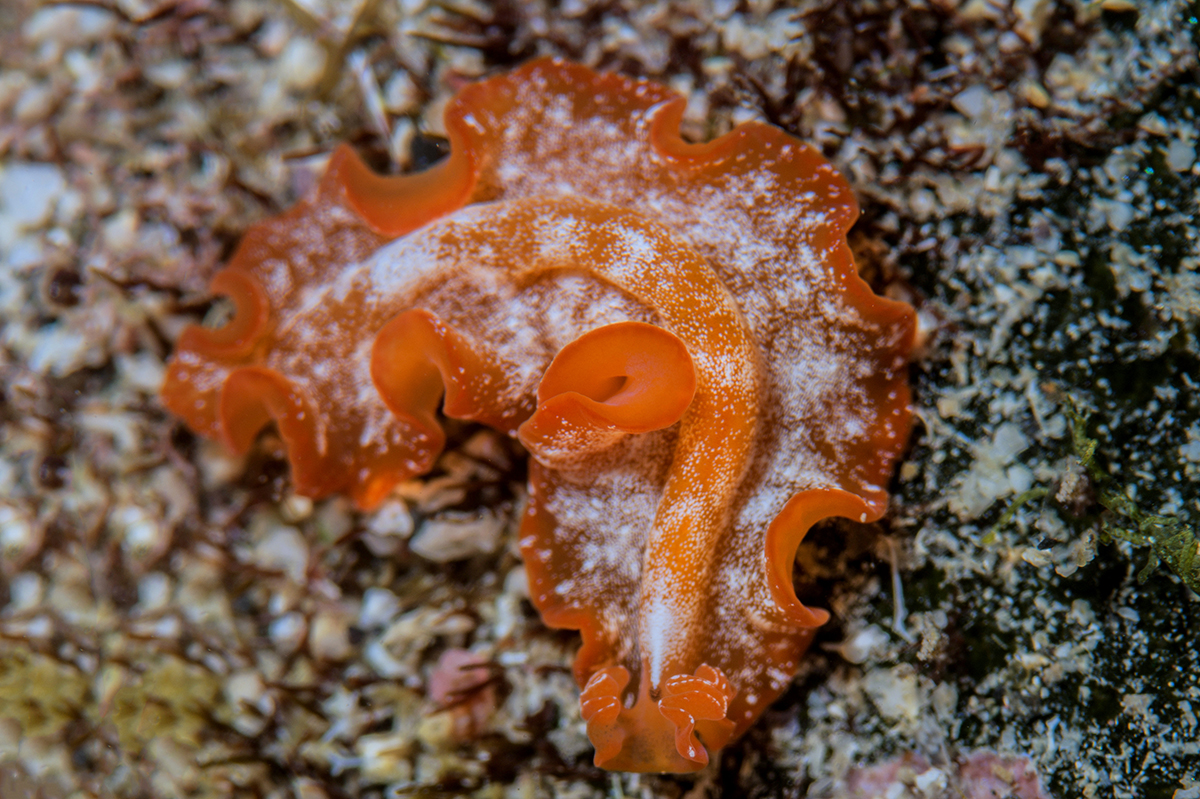
Phrikoceros cf. katoi
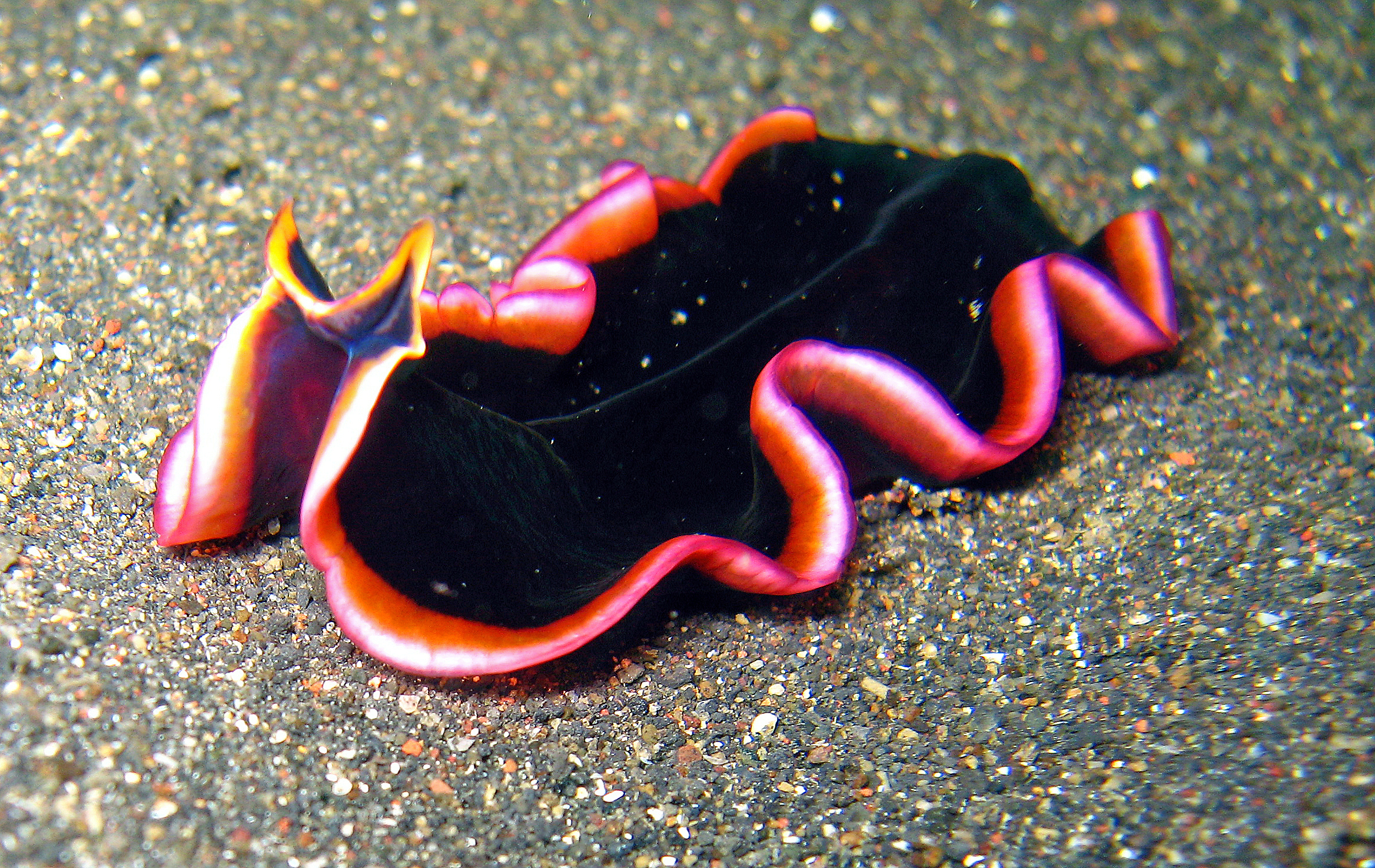
Pseudobiceros hancockanus
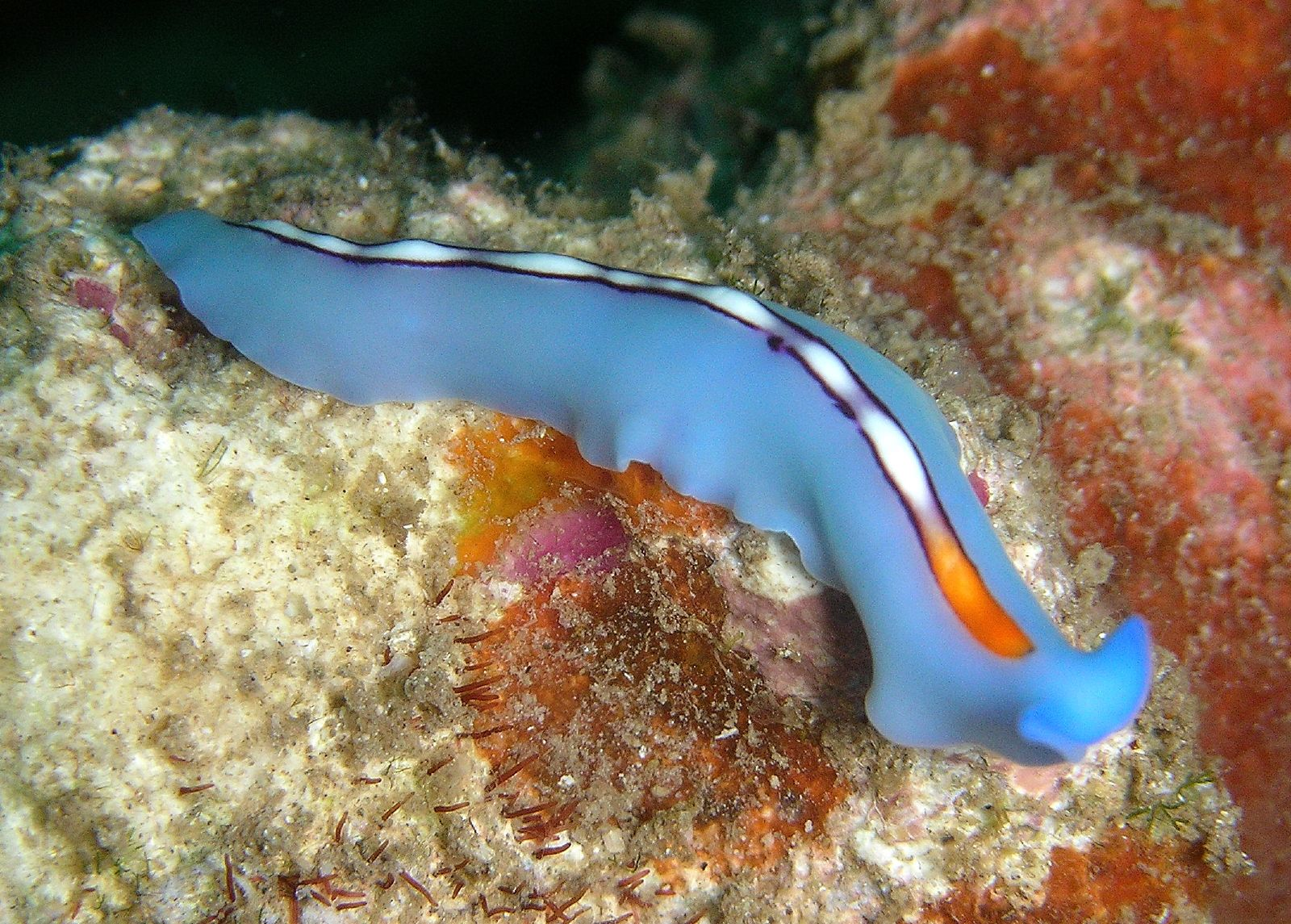
Pseudoceros liparus
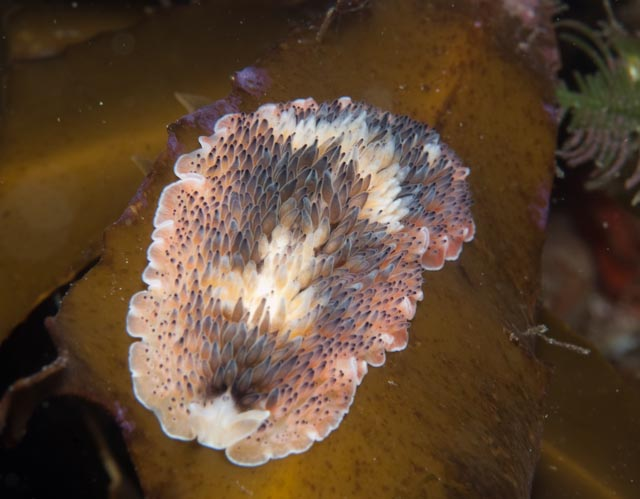
Thysanozoon brocchii
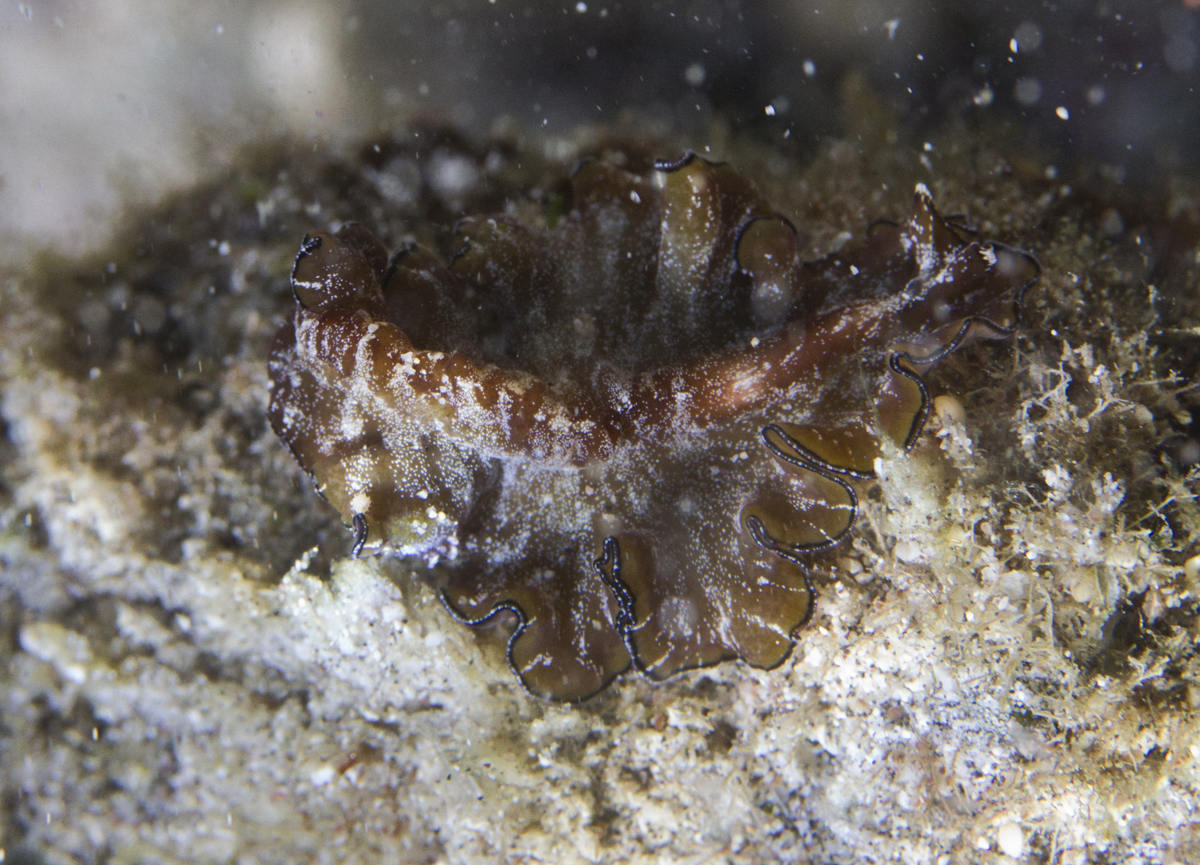
Phrikoceros lizardensis
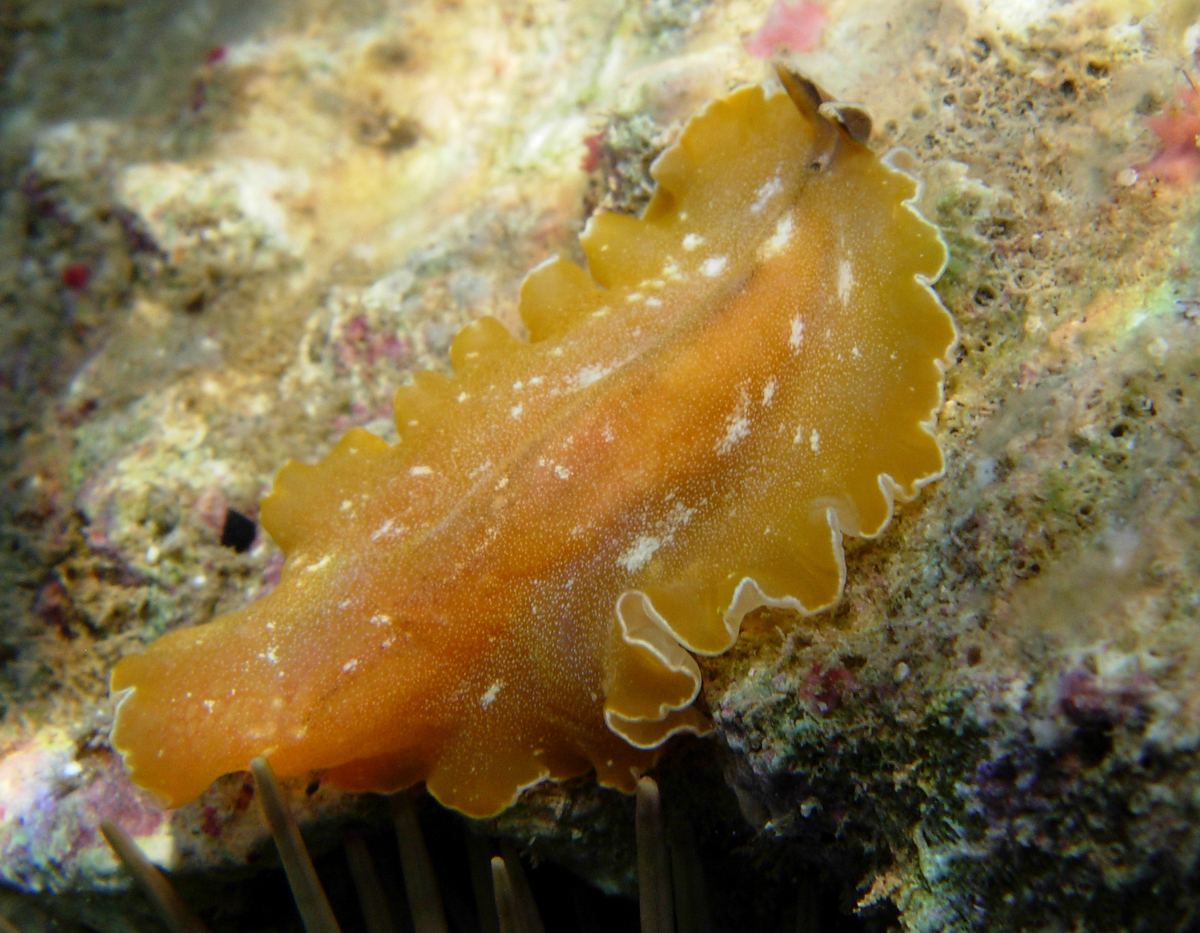
Yungia sp.

Synonymes, reclassements
- le genre Amblyceraeus Plehn, 1898 est Pseudoceros Lang, 1884
- le genre Cryptobiceros Faubel, 1984 est Pseudobiceros Faubel, 1984
- le genre Cryptoceros Faubel, 1984 est supprimé
- le genre Eolidiceros Quatrefages, 1845 est Thysanozoon Grube, 1840
- le genre Licheniplana Heath & McGregor, 1912 est Acanthozoon Collingwood, 1876
- le genre Planeolis Quatrefage, 1845 est Thysanozoon Grube, 1840
- le genre Pseudocerops Bock, 1913 est Pseudoceros Lang, 1884
- le genre Schmardea Diesing, 1862 est Pseudobiceros Faubel, 1984
- le genre Sphyngiceps Collingwood, 1876 est Pseudoceros Lang, 1884
- le genre Thysanoplana Plehn, 1896 est Acanthozoon Collingwood, 1876
- le genre Tytthosoceros Newman & Cannon, 1996 est Phrikoceros Newman & Cannon, 1996

### Publication originale
- (de) Arnold Lang, Die Polycladen (Seeplanarien) des Golfes von Neapel und der angrenzenden Meeresabschnitte. Eine Monographie., Leipzig, W. Engelmann, 1884, p. 1-688 (BHL)